# Autonome Universiteit Benito Juárez van Oaxaca
De Autonome Universiteit Benito Juárez van Oaxaca (Spaans: Universidad Autónoma Benito Juárez de Oaxaca, UABJO) is een universiteit in Oaxaca.
De universiteit is opgericht door de regering van de staat Oaxaca op 3 januari 1827 en kent universitaire autonomie sinds 1943. De universiteit is genoemd naar de uit Oaxaca afkomstige Benito Juárez (1805-1872) die van 1858 tot 1872 president van Mexico was.